# Хольмквист, Вильгельм
Вильгельм Хольмквист (швед. Wilhelm Holmqvist) (6 апреля 1905 года — 9 августа 1989 года) — шведский археолог и историк искусств. Докторскую диссертацию «Проблемы искусства эпохи Меровингов» (нем. Kunstprobleme der Merowingerzeit) защитил в 1939 году в Стокгольмском университете под руководством Нильса Оберга. Звание профессора получил в 1965 году.
Археологические раскопки, осуществленные Вильгельмом Хольмквистом на маленьком островке Хельгё (швед. Helgö) неподалёку от Бирки, позволили обнаружить «ямы из-под свай, части фундамента, а также сосуды с горлышком, тысячи осколков европейского стекла, железные висячие замки и позолоченные бронзовые предметы». Раскопки предоставили вещественные доказательства торговли с далекими восточными странами, а самой большой сенсацией стало обнаружение бронзовой статуи Будды, датируемой V веком.